# Светско првенство у атлетици на отвореном 2005 — 3.000 метара препреке за жене
Трка на 3.000 метара са препрекама у женској конкуренцији на Светском првенству у атлетици 2005. у Хелсинкију одржана је 6. и 8. августа на Олимпијском стадиону. Био је то први пут да је ова дисциплина у женској конкуренцији уврштена у програм светских првенстава.

## Земље учеснице
Учествовале су 35 атлетичарке из 26 земаља.
1. Алжир (1)
2. Аустрија (1)
3. Белгија (1)
4. Бугарска (1)
5. Ирска (1)
6. Јамајка (2)
7. Јапан (1)
8. Кенија (3)
9. Литванија (1)
10. Мађарска (1)
11. Мароко (1)
12. Пољска (1)
13. Португалија (2)
14. Румунија (1)
15. Русија (3)
16. САД (3)
17. Тунис (1)
18. Турска (1)
19. Уганда (1)
20. Уједињено Краљевство (1)
21. Украјина (1)
22. Финска (1)
23. Француска (2)
24. Холандија (1)
25. Шведска (1)
26. Шпанија (1)

## Освајачи медаља
|                        |                           |                      |
| Доркус Инзикуру Уганда | Јекатерина Волкова Русија | Јеруто Киптум Кенија |

## Рекорди пре почетка Светског првенства 2005.
5. август 2005.
| Рекорди пре почетка Светског првенства 2005.     | Рекорди пре почетка Светског првенства 2005. | Рекорди пре почетка Светског првенства 2005. | Рекорди пре почетка Светског првенства 2005. | Рекорди пре почетка Светског првенства 2005. | Рекорди пре почетка Светског првенства 2005. |
| ------------------------------------------------ | -------------------------------------------- | -------------------------------------------- | -------------------------------------------- | -------------------------------------------- | -------------------------------------------- |
| Светски рекорд                                   | Гулнара Самитова Галкина                     | Русија                                       | 9:01,59                                      | Ираклион, Грчка                              | 3. септембар 2004.                           |
| Рекорд светских првенстава                       | Ова дисциплина је први пут на програму СП    | Ова дисциплина је први пут на програму СП    | Ова дисциплина је први пут на програму СП    | Ова дисциплина је први пут на програму СП    | Ова дисциплина је први пут на програму СП    |
| Најбољи светски резултат сезоне                  | Доркус Инзикуру                              | Уганда                                       | 9:15,04                                      | Атина, Грчка                                 | 14. јун 2005.                                |
| Европски рекорд                                  | Гулнара Самитова Галкина                     | Русија                                       | 9:01,59                                      | Ираклион, Грчка                              | 3. септембар 2004.                           |
| Северноамерички рекорд                           | Бриана Шук                                   | Сједињене Државе                             | 9:29,32                                      | Хезден-Золдер, Белгија                       | 31. јул 2004.                                |
| Јужноамерички рекорд                             |                                              |                                              |                                              |                                              |                                              |
| Афрички рекорд                                   | Доркус Инзикуру                              | Уганда                                       | 9:15,04                                      | Атина, Грчка                                 | 14. јун 2005.                                |
| Азијски рекорд                                   |                                              |                                              |                                              |                                              |                                              |
| Океанијски рекорд                                | Мелиса Ролисон                               | Аустралија                                   | 9:30,70                                      | Бризбејн, Аустралија                         | 4. септембар 2001.                           |
| Рекорди после завршетка Светског првенства 2005. |                                              |                                              |                                              |                                              |                                              |
| Азијски рекорд                                   | Минори Хајакари                              | Јапан                                        | 9:41,21                                      | Хелсинки, Финска                             | 6. август 2005.                              |
| Рекорд светских првенстава                       | Јелена Задорожнаја                           | Русија                                       | 9:32,96                                      | Хелсинки, Финска                             | 6. август 2005.                              |
| Рекорд светских првенстава                       | Доркус Инзикуру                              | Уганда                                       | 9:27,85                                      | Хелсинки, Финска                             | 6. август 2005.                              |
| Рекорд светских првенстава                       | Доркус Инзикуру                              | Уганда                                       | 9:18,24                                      | Хелсинки, Финска                             | 8. август 2005.                              |

### Најбољи резултати у 2005. години
Десет најбржих светских атлетичарки 2005. године је пре почетка светског првенства (5. августа 2005) заузимало следећи пласман.
| 1.  | Доркус Инзикуру, Уганда     | 9:15,04 | 14. јун |
| 2.  | Виолета Франкјевич, Кенија  | 9:25,09 | 14. јун |
| 3.  | Салома Чепчумба, Кенија     | 9:31,44 | 14. јун |
| 4.  | Ливија Тот, Мађарска        | 9:32,52 | 14. јун |
| 5.  | Наталија Измоденова, Русија | 9:35,51 | 14. јун |
| 6.  | Кристина Касандра, Румунија | 9:35,95 | 17. јун |
| 7.  | Јекатерина Волкова, Русија  | 9:36,12 | 11. јул |
| 8.  | Мардреа Хајман, Јамајка     | 9:36,14 | 26. јун |
| 9.  | Корин Хиндс, Јамајка        | 9:36,23 | 26. јун |
| 10. | Јелена Задорожна, Русија    | 9:36,92 | 11. јул |

Такмичарке чија су имена подебљана учествовале су на СП 2005.

## Квалификациона норма
| Норма   |
| ------- |
| 9:40,00 |

## Сатница
| Датум          | Време | Коло       |
| -------------- | ----- | ---------- |
| 6. август 2005 | 12:05 | Полуфинале |
| 8. август 2005 | 20:35 | Финале     |

## Резултати

### Квалификације
У квалификацијама је 35 такмичарки било подељено у 3 групе. За финале пласирале се по три првопласиране из сваке групе (КВ) и шест према постигнутом резултату (кв).,. 
| Место | Група | Атлетичарка             | Земља                | ЛР       | ЛРС      | Резултат | Белешка         |
| ----- | ----- | ----------------------- | -------------------- | -------- | -------- | -------- | --------------- |
| 1.    | 3     | Доркус Инзикуру         | Уганда               | 9:15,04  | 9:15,04  | 9:27,85  | КВ, РСП         |
| 2.    | 3     | Јеруто Киптум Киптуби   | Кенија               | 9:43,0 A | 9:43,0 A | 9:29,21  | КВ, НР          |
| 3.    | 3     | Јекатерина Волкова      | Русија               | 9:32,31  | 9:36,12  | 9:29,88  | КВ, ЛР          |
| 4.    | 1     | Јелена Задорожна        | Русија               | 9:36,92  | 9:36,92  | 9:32,96  | КВ, РСП         |
| 5.    | 2     | Виолета Франкјевич      | Пољска               | 9:25,09  | 9:25,09  | 9:35,66  | КВ              |
| 6.    | 1     | Корин Хиндс             | Јамајка              | 9:36,23  | 9:36,23  | 9:36,76  | КВ              |
| 7.    | 3     | Кристина Касандра       | Румунија             | 9:35,95  | 9:35,95  | 9:37,19  | кв              |
| 8.    | 2     | Мардреа Хајман          | Јамајка              | 9:36,14  | 9:36,14  | 9:38,75  | КВ              |
| 9.    | 1     | Салома Чепчумба         | Кенија               | 9:31,44  | 9:31,44  | 9:39,27  | КВ              |
| 10.   | 2     | Кери Меснер-Викерс      | САД                  | 9:41,37  | 9:41,37  | 9:39,68  | КВ, ЛР          |
| 11.   | 1     | Минори Хајакари         | Јапан                | 9:58,92  | 9:58,92  | 9:41,21  | кв, АЗР, НР, ЛР |
| 12.   | 1     | Bouchra Chaabi          | Мароко               | 9:30,35  | 9:52,13  | 9:41,82  | кв, ЛРС         |
| 13.   | 3     | Yamina Bouchaouante     | Француска            | 9:47,73  | 9:47,73  | 9:42,18  | кв, ЛР          |
| 14.   | 3     | Елизабет Џексон         | САД                  | 9:39,78  | 9:39,78  | 9:45,24  | кв              |
| 15.   | 3     | Инес Монтеиро           | Португалија          | 9:39,20  | 9:39,20  | 9:47,19  | кв              |
| 16.   | 2     | Жаклин Чемвок Рионоропо | Кенија               | 9:45,7   | 9:45,7   | 9:47,37  |                 |
| 17.   | 1     | Лиза Агилера            | САД                  | 9:40,58  | 9:40,58  | 9:47,45  |                 |
| 18.   | 2     | Раса Троуп              | Литванија            | 9:50,45  | 9:50,45  | 9:47,47  | НР              |
| 19.   | 2     | Елодие Оливарес         | Француска            | 9:33,12  | 9:40,47  | 9:49,28  |                 |
| 20.   | 1     | Ливија Тот              | Мађарска             | 9:32,52  | 9:32,52  | 9:51,03  |                 |
| 21.   | 3     | Хабиба Гхриби           | Тунис                | 9:56,21  | 9:56,21  | 9:51,49  | НР              |
| 22.   | 1     | Стефани де Крук         | Белгија              | 9:48,65  | 9:48,65  | 9:54,78  |                 |
| 23.   | 2     | Ида Нилсон              | Шведска              | 9:43,25  | 9:48,85  | 9:56,17  |                 |
| 24.   | 1     | Roisin McGettigan       | Ирска                | 9:45,60  | 9:47,0   | 9:56,31  |                 |
| 25.   | 3     | Туркан Ерисмис Озата    | Турска               | 9:55,45  | 9:55,45  | 9:56,61  |                 |
| 26.   | 3     | Валентина Жудина        | Украјина             | 9:49,73  | 9:49,73  | 9:59,29  |                 |
| 27.   | 2     | Наталија Измоденова     | Русија               | 9:35,51  | 9:35,51  | 10:01,97 |                 |
| 28.   | 1     | Кларис Круз             | Португалија          | 9:47,9   | 9:47,9   | 10:06,96 |                 |
| 29.   | 2     | Роса Морато             | Шпанија              | 9:51,08  | 9:54,20  | 10:07,09 |                 |
| 30.   | 2     | Fatiha Bahi Azzouhoum   | Алжир                | 9:38,31  | 9:38,31  | 10:07,39 |                 |
| 31.   | 1     | Андреа Маир             | Аустрија             | 9:56,78  | 9:56,78  | 10:07,61 |                 |
| 32.   | 2     | Добринка Шаламанова     | Бугарска             | 9:56,75  | 9:56,75  | 10:07,75 |                 |
| 33.   | 1     | Миранда Бонстра         | Холандија            | 9:51,17  | 9:51,3   | 10:09,91 |                 |
| 34.   | 3     | Џо Анкиер               | Уједињено Краљевство | 9:50,10  | 9:50,10  | 10:12,50 |                 |
| 35.   | 2     | Тугба Гувенц            | Финска               | 9:33,34  | 9:33,34  | НЗ       |                 |

### Финале
| Пласман | Атлетичарка           | Земља       | Резултат | Белешке |
| ------- | --------------------- | ----------- | -------- | ------- |
|         | Доркус Инзикуру       | Уганда      | 9:18,24  | РСП     |
|         | Јекатерина Волкова    | Русија      | 9:20,49  | ЛР      |
|         | Јеруто Киптум Киптуби | Кенија      | 9:26,95  | НР      |
| 4.      | Корин Хиндс           | Јамајка     | 9:33,30  | НР      |
| 5.      | Салома Чепчумба       | Кенија      | 9:37,39  |         |
| 6.      | Јелена Задорожна      | Русија      | 9:37,91  |         |
| 7.      | Кристина Касандра     | Румунија    | 9:39,52  |         |
| 8.      | Мардреа Хајман        | Јамајка     | 9:39,66  |         |
| 9.      | Елизабет Џексон       | САД         | 9:46,72  |         |
| 10.     | Bouchra Chaabi        | Мароко      | 9:47,62  |         |
| 11.     | Yamina Bouchaouante   | Француска   | 9:48,48  |         |
| 12.     | Минори Хајакари       | Јапан       | 9:48,97  |         |
| 13.     | Инес Монтеиро         | Португалија | 9:50,35  |         |
| 14.     | Виолета Франкјевич    | Пољска      | 10:00,03 |         |
| 15.     | Кери Меснер-Викерс    | САД         | 10:11,20 |         |

### Пролазна времена
| Дистанца | Време   | Атлетичарка     | Држава |
| -------- | ------- | --------------- | ------ |
| 1.000 м  | 2:57,98 | Доркус Инзикуру | Уганда |
| 2.000 м  | 6:05,20 | Доркус Инзикуру | Уганда |